# Liste der Kulturdenkmale in Wurmlingen (Landkreis Tuttlingen)
In der Liste der Kulturdenkmale in Wurmlingen sind alle Bau- und Kunstdenkmale in der Gemeinde Wurmlingen verzeichnet. Sie leitet sich aus der Liste des Landesdenkmalamts Baden-Württemberg, dem „Verzeichnis der unbeweglichen Bau- und Kunstdenkmale und der zu prüfenden Objekte“ ab. Diese Liste wurde im Jahre 2008 erstellt. Die Teilliste für den Landkreis Tuttlingen hat den Stand vom 8. Februar 2008 und verzeichnet 21 unbewegliche Bau- und Kunstdenkmäler sowie vier Prüf-Fälle.
Im Folgenden werden nur die bereits festgestellten Denkmale aufgeführt.

## Allgemein
- Bild: Zeigt ein ausgewähltes Bild aus Commons, „Weitere Bilder“ verweist auf die Bilder im Medienarchiv Wikimedia Commons.
- Bezeichnung: Nennt den Namen, die Bezeichnung oder die Art des Kulturdenkmals.
- Lage: Straßenname und Hausnummer oder Flurstücknummer des Kulturdenkmals, gegebenenfalls auch den Ortsteil. Die Grundsortierung der Liste erfolgt nach dieser Adresse. Der Link (Karte) führt zu verschiedenen Kartendiensten mit der Position des Kulturdenkmals. Fehlt dieser Link, wurden die Koordinaten noch nicht eingetragen. Sind diese bekannt, können sie über ein Tool mit einer Kartenansicht einfach nachgetragen werden. In dieser Kartenansicht sind Kulturdenkmale ohne Koordinaten mit einem roten bzw. orangen Marker dargestellt und können durch Verschieben auf die richtige Position in der Karte mit Koordinaten versehen werden. Kulturdenkmale ohne Bild sind an einem blauen bzw. roten Marker erkennbar.
- Datierung: Baubeginn, Fertigstellung, Datum der Erstnennung oder grobe zeitliche Einordnung entsprechend des Eintrags in der zuständigen Denkmaldatenbank (Landesamt für Denkmalpflege Baden-Württemberg).
- Beschreibung: Kurzcharakteristik des Kulturdenkmals.

## Kulturdenkmale in der Gemeinde Wurmlingen
| Bild           | Bezeichnung                                      | Lage                                              | Datierung              | Beschreibung | ID |
| -------------- | ------------------------------------------------ | ------------------------------------------------- | ---------------------- | --- | -- |
| Weitere Bilder | Ruine Konzenberg                                 | Eselhalde (Karte)                                 |                        | Weg, Saatschule, Ruine und Lagerplatz Geschützt nach § 12 DSchG |    |
|                | Laufbrunnen                                      | Karlstraße/Ecke Untere Hauptstraße                | 1868                   | Brunnen mit Inschrift: „Das Verunreinigen des Brunnens ist bei 30x Strafe verboten“. Geschützt nach § 2 DSchG |    |
|                | Wegkreuz                                         | Gewann Konzenberg                                 |                        | Schmiedeeisernes Kreuz auf Sandsteinsockel. Inschrift: „1869“, „Oh Mensch geh nicht/ vorbei/ Gedenk was Christi/ Leiden sei/ Sprich: Gelobt sei Jesu Christ/ Der für mich gestorben ist/ und wenn ich komm vor sein/ Gericht/ So bitt für mich/ Gestiftet von A. H. (?) und … und S. B. v. Wurml.“ Geschützt nach § 2 DSchG |    |
|                | Hl. Kreuz Kaplanei                               | Obere Hauptstraße 2 (Karte)                       |                        | seit 1825 Schule und Rathaus, heute Wohnhaus Geschützt nach § 2 DSchG |    |
|                | Sebastianskapelle                                | Obere Hauptstraße 33 (Karte)                      | 1613                   | Katholische Sebastianskapelle einschließlich historischer Ausstattung und Zubehör, Friedhof, Mauer und Weg. Ehemals Teil eines Kapuzinerklosters und dem Pestheiligen Sebastian und Rochus geweiht, 1764 Umbau der Kapelle im Zusammenhang mit Errichtung eines Kapuzinerhospizes, 1814 Kauf durch die Gemeinde Wurmlingen, 1814–1815 Abbruch der Klostergebäude Geschützt nach § 12 DSchG                                                         |    |
|                | Gefallenendenkmal                                | bei Obere Hauptstraße 33 (Karte)                  |                        | Denkmal aus Sandstein für die Gefallenen des Ersten Weltkriegs am Eingangstor zu Gottesacker, sterbender Soldat über Torbogen, Inschrift: „Sei getreu bis an den Tod und ich will Dir die Krone des Lebens geben“, sowie zwei Tafeln mit Namen der Gefallenen Geschützt nach § 2 DSchG |    |
|                | Lourdesgrotte                                    | bei Obere Hauptstraße 33 (Karte)                  | 1887                   | Geschützt nach § 2 DSchG |    |
|                | Ölberg                                           | bei Obere Hauptstraße 33 (Karte)                  | 1815                   | ursprünglich in einer Feldkapelle am südöstlichen Ortsrand, erst nach 1815 an dieser Stelle von Bildhauer Korb aus Mühlheim an der Donau errichtet Geschützt nach § 2 DSchG |    |
|                | Sühnekreuz (Bußekreuz, Mordkreuz)                | bei Obere Hauptstraße 33 (Karte)                  | um 1568                | Kleines Steinkreuz mit abgeschlagenem Arm, Kreuzstamm kreisrunde Höhlung Geschützt nach § 2 DSchG |    |
|                | Bahnhof                                          | Obere Hauptstraße 73 (Karte)                      | Ende 19. Jahrhundert   | zweigeschossiges Empfangsgebäude mit Satteldach, sowie Güterschuppen und eingeschossigem Nebengebäude Geschützt nach § 2 DSchG |    |
|                | Wohnhaus                                         | Schlossstraße 6, 6/1 (Karte)                      | 17. Jahrhundert        | zweigeschossiges Wohnhaus mit Wirtschaftsteil und Satteldach, vermutlich erstes Schulhaus von 1683 bis 1825 Geschützt nach § 2 DSchG |    |
|                | Hohbühl                                          | Schlossstraße 7 (Karte)                           | 1584                   | zweigeschossiges Wohn- und Ökonomiegebäude mit Hofraum, Satteldach, Treppengiebel und großem Kellerraum Geschützt nach § 12 DSchG |    |
|                | Umfassungsmauer                                  | bei Schulstraße 2 (Karte)                         |                        | zum ehemaligen Schloss gehörige Umfassungsmauer beim katholischen Schwesternhaus Geschützt nach § 2 DSchG | BW |
|                | Alte Vogtei                                      | Schulstraße 5 (Karte)                             | frühes 17. Jahrhundert | zweigeschossig mit Satteldach, bis 1806 Sitz der Vogtey, bis 1810 Kameralamt, dann landwirtschaftliches Anwesen, 1983–85 grundlegend saniert Geschützt nach § 2 DSchG |    |
|                | Schulhaus                                        | Schulstraße 8 (Karte)                             |                        | Schulgebäude mit Lehrerwohnung, Waschhaus, Holzschopf, Hof und Mauer, ehemaliges Schloss, dreigeschossig mit Walmdach, um 1595 Neubau durch den Konstanzer Dompropst Jakob Fugger (Wappenstein 1602). Sitz der Obervögte der Herrschaft Konzenberg. 1806–1810 Forstamt, dann Kameralamt, seit 1875 in Gemeindebesitz und als Schulhaus genutzt Geschützt nach § 12 DSchG                                                                           |    |
|                | Kreuz                                            | Gewann Seltal                                     |                        | Gusseisernes Kreuz mit Korpus auf Steinsockel. Inschriften: „1921“, „Gekreuzigter Erlöser erbarme Dich unser“ Geschützt nach § 2 DSchG |    |
|                | Kreuz                                            | Gewann Taläcker                                   |                        | Schmiedeeisernes Kreuz mit Korpus auf Steinsockel, Reliefs am Kreuzstamm. Inschrift: „Mein Jesu Barmherzigkeit“ Geschützt nach § 2 DSchG |    |
|                | Röhrenbrunnen                                    | Untere Hauptstraße/Ecke Obere Hauptstraße (Karte) |                        | achteckiger Röhrenbrunnen mit zentraler Brunnensäule Geschützt nach § 2 DSchG |    |
|                | Katholische Pfarrkirche St. Gallus und St. Otmar | Untere Hauptstraße 1 (Karte)                      | 1781–1784              | Einschließlich historischer Ausstattung (u. a. Orgel) und Zubehör, nach Plänen des Fürstlich Fürstenbergischen Hofkammerrats und Baudirektors Franz Joseph Salzmann, Deckenfresken von Georg Hölz (1784), Altheim bei Riedlingen, Wappen von Johann Nepomuk von Hornstein-Weiterdingen (Oberster Herr der Herrschaft Konzenberg und Patronatsherr) über Eingangsportal und am Chorbogen. Unterbau des Kirchturms von 1499 Geschützt nach § 2 DSchG |    |
|                | Grenzzeichen                                     |                                                   |                        | Sachgesamtheit an Grenzzeichen der Gemarkungsgrenze Wurmlingen einschließlich der nicht am ursprünglichen Ort befindlichen Grenzsteine und Grenzzeichen der Gemarkungswälder Geschützt nach § 2 DSchG |    |
|                | Wehranlagen                                      |                                                   |                        | Militärische Befestigungsanlagen des Westwalls und der Luftverteidigungszone West, die ab 1937 errichtet wurden. Die einzelnen, meist gesprengten Anlagen sind jeweils auf die Ablesbarkeit und ihren Erhaltungszustand zu prüfen. Geschützt nach § 2 DSchG |    |